# Букове (Островецький повіт)
Букове (пол. Bukowie) — село в Польщі, у гміні Кунув Островецького повіту Свентокшиського воєводства.
Населення — 366 осіб (2011).
У 1975-1998 роках село належало до Келецького воєводства.

## Демографія
Демографічна структура на день 31 березня 2011 року:
|          | Загалом | Допрацездатний вік | Працездатний вік | Постпрацездатний вік |
| -------- | ------- | ------------------ | ---------------- | -------------------- |
| Чоловіки | 181     | 37                 | 116              | 28                   |
| Жінки    | 185     | 35                 | 99               | 51                   |
| Разом    | 366     | 72                 | 215              | 79                   |